# Schleifermoosach
Die Schleifermoosach entsteht als Schleiferbach im Gemeindegebiet von Freising im Freisinger Moos. Sie gehört zum Flusssystem der Isar.
Etwa ab dem Zusammentreffen mit dem Mühlangergraben heißt das Gewässer Schleifermoosach und ist dort über Wehre auch mit der Moosach verbunden. Im weiteren Verlauf fließt die Schleifermoosach in unmittelbarer Nähe zwischen Moosach und Isar, teilweise nur durch einen Damm getrennt. Bei Marzling vereint sich diese mit der Moosach.